# Comité de libération nationale
Pour les articles homonymes, voir Comité de libération et CLN.

Drapeau du CLN

Le Comité de libération nationale (en italien : Comitato di Liberazione Nazionale ou CLN), créé à Rome le 9 septembre 1943, a été une association de partis et de mouvements opposés au fascisme et à l'occupation allemande.

## Histoire
Le CLN était composé de représentants communistes du PCI, catholiques de la Démocratie chrétienne, actionnistes du PdA, libéraux du PLI, socialistes du PSIUP (nom du PSI durant la Résistance) et du démocrates-progressistes du PDL.
Le Parti républicain n'entra pas dans la coalition bien que participant à la Résistance, il en fut de même d'autres formations de gauche qui n'acceptaient pas le compromis de l'unité nationale sur lequel se basait le CLN : « priorité à la lutte contre l'ennemi externe, le problème de la mise en ordre institutionnelle de l'État étant repoussé après la victoire ».
Lors de la séance de la création du CLN participèrent : Ivanoe Bonomi (PDL) (président), Mauro Scoccimarro et Giorgio Amendola (PCI), Alcide De Gasperi (DC), Ugo La Malfa et Sergio Fenoaltea (PdA), Pietro Nenni et Giuseppe Romita (PSI), Meuccio Ruini (DL), Alessandro Casati (PLI).
Les mois suivants furent créés les comités régionaux puis les comités départementaux (Comitati Provinciali).
Le premier président de la CLN fut Ivanoe Bonomi qui, après la libération de Rome en juin 1944, prit la présidence du conseil. Lui succédèrent à ce poste Ferruccio Parri, le 21 juin 1945, et Alcide De Gasperi, le 10 décembre 1945.
Le CLN a coordonné et dirigé la Résistance et se partageait en CLNAI (Comitato di Liberazione Nazionale Alta Italia, Comité de libération nationale de l'Italie du Nord, présidé de 1943 à 1945 par Alfredo Pizzoni), son siège étant dans Milan occupée et le CLNC (Comité de libération nationale du centre) ; il agissait dans la clandestinité pendant l'occupation et il eut la délégation des pouvoirs du gouvernement lors de la période d'insurrection nationale, ce fut lui qui décida de l'exécution de Benito Mussolini.
Chaque parti représenté dans le CLN avait ses formations de partisans qui en règle générale étaient coordonnées par son représentant au sein du CLN. Les comités régionaux et départementaux avaient un rôle politique et de coordination. Ils influençaient les choix sans commander directement les formations de partisans armés qui ne rendaient compte, le plus souvent, qu'à l'autorité de leur parti.
Avant les élections de 1946 les comités abandonnèrent toutes leurs fonctions et donc, ils furent dissous en 1947.

## Source de la traduction
- (it) Cet article est partiellement ou en totalité issu de l’article de Wikipédia en italien intitulé « Comitato di Liberazione Nazionale » (voir la liste des auteurs) du 06.11.2007.